# 雅博蒂卡巴
雅博蒂卡巴是巴西南大河州的一个市镇。总面积128.053平方公里，总人口4173人，人口密度32.6人/平方公里。